# Consulat général de France à Montréal
Le consulat général de France à Montréal est une représentation consulaire de la République française au Canada. Il est situé au 1501, avenue McGill College, Montréal, Québec dans la tour du 1501. Sa circonscription couvre une zone s'étendant sur l'Ouest de la province de Québec, le reste de la province dépendant de consulat général de France à Québec.
Placé sous l'autorité de l'Ambassade de France au Canada, le consulat est chargé de la protection et du suivi administratif des Français établis ou de passage dans sa circonscription, et des contacts avec les autorités québécoises et canadiennes.
En 2018, on compte 62800 Français inscrits au Consulat, ce qui en fait la plus grande communauté française hors d'Europe. En 2023, la communauté française à Montréal est estimée à plus de 200 000 personnes.

## Compétences
Le Consulat général est chargé de l'administration des Français de sa circonscription pour les opérations suivantes :
- Inscription au registre des Français établis hors de France
- Demande ou renouvellement d'une carte d'identité ou d'un passeport
- Etat-civil : adoption, PACS, naissances, mariages, nationalité, décès
- La législation et la certification de documents
- L'établissement d'un laissez-passer en cas d'urgence
- Délivrance de visas (biométrie sous-traitée à la société VFS Global)
- Élections du Président de la République, référendum, Assemblée des français à l'étranger, européennes ainsi que l'établissement des procurations.
- Organisation de tournées consulaires pour Sherbrooke, Rouyn-Noranda, Moncton, Halifax et Ottawa. Cette dernière n'ayant pas d'antenne consulaire à l'ambassade.
- Bourses scolaires, affaires sociales, affaires militaires[4] ...

## Histoire

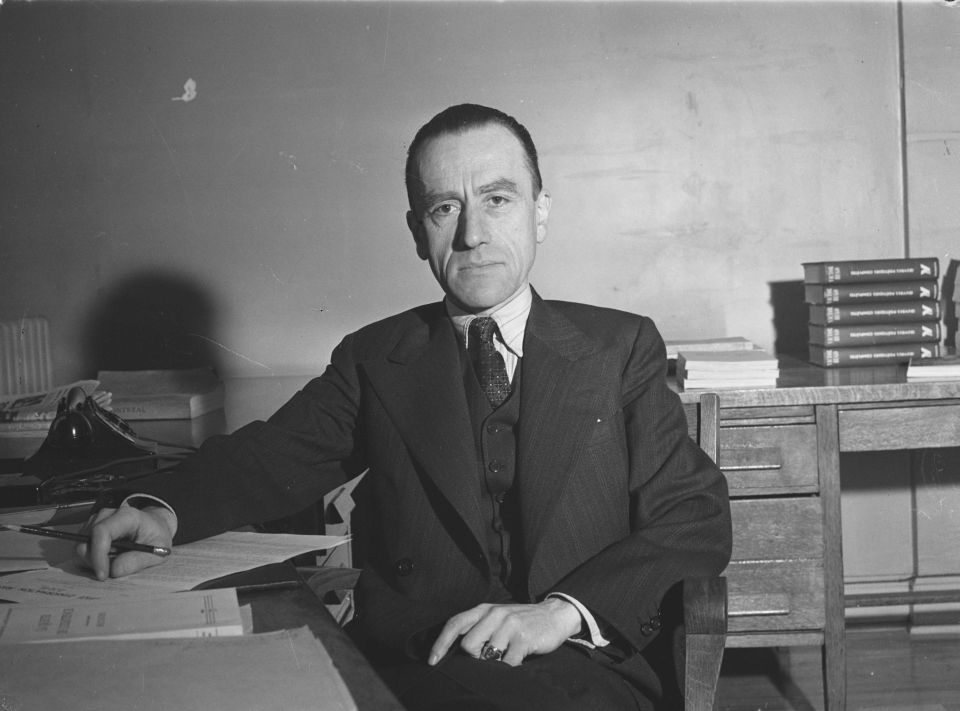
Pierre-Marie Négrier consul général en 1946